# Док, Нейтан
Нейтан Док (англ. Nathan Doak, родился 17 декабря 2001 года в Белфасте) — ирландский регбист, скрам-хав клуба «Ольстер». Сын ирландского регбиста Нила Дока.

## Биография
Нейтан начал заниматься регби в возрасте 12 лет в средней школе Уоллеса в Лисберне. Помимо этого, он занимался футболом и крикетом, однако в возрасте 16 лет решил выбрать регби и пришёл в академию «Ольстера». Ранее выступал на позиции флай-хава (номер 10), однако затем стал играть на позиции скрам-хава (номер 9), поскольку в академии «Ольстера» не было девятки. Тренировался под руководством Кирана Кэмпбелла. В сезоне 2020/2021 попал в заявку академии «Ольстера».
Док дебютировал в команде в 10-м туре сезона Про14 2020/2021 против «Манстера». В сезоне 2020/2021 сыграл один матч в регулярном чемпионате Про14 и один матч в Pro14 Rainbow Cup в 2021 году. В сезоне 2021/2022 дебютировал в Кубке европейских чемпионов матчем 11 декабря 2021 года против французского «Клермон Овернь». В игре United Rugby Championship (правопреемник Про14) против итальянского «Бенеттона» стал лучшим игроком матча.
В 2021 году Док дебютировал в сборной Ирландии до 20 лет на молодёжном Кубке шести наций, сыграв 4 матча и набрав 48 очков. В частности, в победной игре против Уэльса набрал 20 очков (50-метровая попытка, три реализации, три штрафных), в проигранной встрече против Англии — 5 очков (штрафной и реализация), в победе над Италией — 14 очков (два штрафных и две реализации).
Вне регби интересуется футболом, любимый игрок — Криштиану Роналду, любимый клуб — «Манчестер Юнайтед».